# 국도 제24호선
국도 제24호선 (國道第二十四號線)은 대한민국 전라남도 신안군 임자면 임자교차로에서 울산광역시 남구 무거동 삼호교남 교차로를 잇는 대한민국의 일반 국도이다. 담양군에서 거창군까지의 구간은 광주대구고속도로와 평행하게 달리며, 밀양시에서 울산광역시 사이에는 국도 최장터널인 가지산터널이 있다.

## 연혁
- 1971년 8월 31일 : 일반국도노선지정령에 의해 국도 제24호선 광주 ~ 울산선이 됨.[1]
- 1980년 7월 31일 : 전라남도 담양군 금성면 원율리 ~ 전라북도 남원군 주생면 상동리 35.2 km 구간 개통[2]
- 1981년 3월 14일 : 기점을 '전라남도 광주시'에서 '전라남도 신안군 지도읍'으로 연장함. 이에 따라 '광주 ~ 울산선'에서 '지도 ~ 울산선'이 됨.[3]
- 1981년 5월 30일 : 대통령령 제10247호 일반국도노선지정령 개정에 따라 연장된 89 km 구간으로 도로구역 변경[4]
- 1981년 8월 17일 : 국도로 승격된 신안군 지도읍 내리 ~ 장성군 장성읍 영천리 86.619 km 구간, 장성군 장성읍 단광리 ~ 담양군 담양읍 객사리 12.12 km 구간 개통[5]
- 1989년 3월 11일 : 울주군 언양면 반송리, 밀양군 산외면 희곡리, 밀양읍 교동리 일대 구 도로부지 폐지[6]
- 1993년 1월 19일 : 함평우회도로(함평군 함평읍 기각리) 700m 구간, 담양우회도로(담양군 담양읍 양각리 ~ 객사리) 3.22 km 구간 개통[7]
- 1998년 4월 28일 : 남원시 도통동 ~ 고죽동 2.2 km 구간 개통[8]
- 1998년 7월 15일 : 사연교(울산광역시 울주군 범서면 사연리 ~ 입암리) 1.2 km 구간 재가설 개통, 기존 구간 폐지[9]
- 1998년 11월 12일 : 밀양시 청도면 소태리 ~ 인산리 1.86 km 구간 신설 개통, 기존 1.6 km 구간 폐지[10]
- 1999년 12월 21일 : 안의우회도로(함양군 안의면 당본리 ~ 석천리) 1.65 km 구간 개통 및 기존 1.85 km 구간 폐지[11], 밀양시 산외면 금천리 ~ 금곡리 2.3 km 구간 개통 및 기존 1.7 km 구간 폐지[12]
- 1999년 12월 31일 : 학교 ~ 함평간 도로(함평군 함평읍 기각리 ~ 대동면 강운리) 3.9 km 구간 확장 개통, 기존 구간 폐지[13]
- 2000년 2월 24일 : 울산광역시 울주군 상북면 궁근정리 ~ 언양읍 반천리 13.3 km 구간을 자동차 전용도로로 지정[14]
- 2000년 3월 21일 : 밀양시 부북면 춘화리 ~ 내이동 2.04 km 구간 신설 개통, 기존 1.62 km 구간 폐지[15]
- 2001년 8월 25일 : 기점을 '전라남도 신안군 지도읍'에서 '전라남도 신안군 임자면'으로 연장, 종점을 '경상남도 울산시'에서 '울산광역시 남구'로 변경. 이에 따라 '신안 ~ 울산선'이 됨.[16]
- 2002년 12월 30일 : 묘산우회도로(합천군 묘산면 반포리 ~ 관기리) 2.58 km 구간 확장 개통, 기존 3.8 km 구간 폐지[17]
- 2003년 12월 18일 : 상무대앞(장성군 삼서면 대곡리 ~ 삼계면 월연리) 2.3km 구간 부분 개통[18]
- 2003년 12월 22일 : 울산 남구 무거동 ~ 언양읍 직동리 구간 16.06 km 4차선 확장 개통[19]
- 2003년 12월 26일 : 거창군 거창읍 송정리 ~ 대평리 구간을 대동리를 지나지 않게 노선 변경. 이에 따라 거창군 거창읍 송정리 ~ 대평리 구간이 4.0km에서 2.6km로 변경[20]
- 2004년 11월 10일 : 해제우회도로(신안군 지도읍 광정리 ~ 무안군 해제면 유월리) 11.0km 구간 확장 개통[21]
- 2004년 11월 19일 : 합천우회도로, 합천 ~ 쌍림간 도로 일부(합천군 대양면 정양리 ~ 합천읍 금양리) 4.0 km 구간 확장 개통[22] 기존 구간 폐지[23]
- 2004년 12월 23일 : 합천우회도로 및 합천 ~ 쌍림간 도로 확장 개통으로 인해 기존 기존 합천군 대양면 정양리 정양로터리 ~ 합천읍 정양리 합천 교차로 530m 구간 폐지[24]
- 2004년 12월 29일 : 상북 ~ 언양간 도로(울주군 상북면 궁근정리 ~ 언양읍 작동리) 6.58 km 구간 확장 개통[25], 기존 울주군 상북면 산전리 ~ 천전리 4.02 km 구간 폐지[26]
- 2005년 1월 20일 : 해보 ~ 삼서간 도로(함평군 나산면 우치리 ~ 장성군 삼서면 대곡리) 10.82km 구간 확장 개통[27]
- 2005년 2월 4일 : 삼서 ~ 장성간 도로(장성군 삼계면 사창리 ~ 수옥리) 상행선 2.5km 구간 일부 개통[28]
- 2005년 8월 10일 : 삼서 ~ 장성간 도로(장성군 삼계면 월연리 ~ 사창리) 1.5km 구간 확장 개통, 장성군 삼계면 사창리 ~ 수옥리 2.5km 구간 부분 개통[29]
- 2005년 10월 27일 : 남원시 인월면 우회도로(사매우회도로) 1.7km 구간 개통[30][31]
- 2005년 12월 23일 : 순창군 인계면 지산리 ~ 적성면 괴정리 4.95 km 구간 확장 개통[32]
- 2005년 12월 28일 : 밀양시 교동 ~ 산외면 금천리 4.74 km 구간과 밀양시 산외면 다죽리 ~ 희곡리 3.2 km 구간 확장 개통[33], 기존 밀양시 산외면 남기리 ~ 금천리 2.79 km 구간과 산외면 다죽리 ~ 희곡리 1.51 km 구간 폐지[34]
- 2005년 12월 30일 : 삼서 ~ 장성간 도로 확장 개통으로 기존 장성군 삼서면 수해리 ~ 황룡면 신호리 15.04km 구간 폐지[35]
- 2006년 6월 2일 : 밀양시 교동 ~ 산외면 금천리 4.88 km 구간과 밀양시 산외면 다죽리 ~ 희곡리 3.3 km 구간 전체 개통[36], 기존 밀양시 산외면 남기리 ~ 산외면 금천리 2.649 km 구간과 밀양시 산외면 다죽리 ~ 금곡리 1.562 km 구간으로 폐지 구간 변경[37]
- 2008년 2월 19일 : 산외 ~ 상북간 도로(경상남도 밀양시 산내면 삼양리 ~ 울산광역시 울주군 상북면 궁근정리) 8.663 km 구간을 자동차 전용도로로 지정[38]
- 2008년 3월 24일 : 산내 ~ 상북간 도로 중 3공구 가지산터널(경상남도 밀양시 산내면 삼양리 ~ 울산광역시 울주군 상북면 궁근정리) 11.36 km 구간 개통. 단, 밀양시 산내면 삼양리 남명검문소 ~ 구연터널 종점부 구간은 한시적으로 사용.[39][40] 기존 18 km 구간 폐지[41]
- 2008년 12월 3일 : 함평군 함평읍 내교리 ~ 대동면 향교리 1.8 km 구간 확장 개통, 기존 구간 폐지[42]
- 2009년 12월 21일 : 산내 ~ 상북간 도로 중 얼음골 교차로까지 구간(밀양시 산내면 남명리 ~ 삼양리) 4.0 km 구간 일부 개통[43]
- 2010년 4월 30일 : 밀양시 산외면 금곡리 ~ 산내면 용전리 4.112 km 구간 확장 개통[44], 기존 2.29 km 구간 폐지[45]
- 2010년 11월 23일 : 마리 ~ 송정간 도로(거창군 마리면 말흘리 ~ 거창읍 송정리) 3.8 km 구간 확장 개통[46], 기존 5.2 km 구간 폐지[47]
- 2011년 9월 27일 : 밀양시 산내면 남명리 ~ 삼양리 4.0 km 구간을 자동차 전용도로로 지정[48]
- 2013년 6월 21일 : 금양 ~ 대양간 도로의 남정교(합천군 합천읍 합천리 ~ 대양면 정양리) 337m 구간 신설 개통[49]
- 2013년 7월 26일 : 밀양시 산내면 가인리 ~ 남명리 6.21 km 구간 확장 개통[50][51], 기존 밀양시 산내면 가인리 ~ 삼양리 7.0 km 구간 폐지[52]
- 2013년 11월 14일 : 지도 ~ 임자도 연륙교 건설 기공식[53]
- 2015년 2월 10일 : 송정 ~ 마산간 도로 중 송정 교차로 ~ 목동 교차로(무안군 현경면 송정리) 2.2 km 구간 임시 개통[54]
- 2016년 7월 18일 : 금양 ~ 대양간 도로(합천군 율곡면 낙민리) 1.4 km 구간 신설 개통[55], 기존 합천군 대양면 정양리 ~ 율곡면 임북리 1.3km과 합천군 율곡면 낙민리 1.2 km 구간 폐지[56]
- 2017년 3월 23일 : 남원시 대산면 수덕리 ~ 주생면 상동리 360m 구간 개량 개통, 기존 380m 구간 폐지[57]
- 2018년 2월 9일 : 송정 ~ 마산간 도로 중 홀통 교차로 ~ 송정 교차로(무안군 현경면 마산리 ~ 송정리) 6.5 km 구간 임시 개통[58]
- 2018년 2월 12일 : 담양 ~ 순창간 도로(순창군 금과면 고례리 ~ 순창읍 백산리) 2.97 km 구간 일부 확장 개통[59]
- 2018년 4월 23일 : 송정 ~ 마산간 도로(무안군 현경면 마산리 ~ 외반리) 8.05 km 전 구간 확장 개통, 기존 무안군 현경면 마산리 ~ 오류리 610m 구간과 무안군 현경면 마산리 ~ 평산리 8.8 km 구간 폐지[60]
- 2018년 12월 18일 : 담양 ~ 순창간 도로(전라남도 담양군 담양읍 남산리 ~ 전라북도 순창군 순창읍 백산리) 11.8 km 전 구간 확장 개통, 기존 전라남도 담양군 담양읍 학동리 ~ 전라북도 순창군 금과면 고례리 6.84 km 구간 폐지[61]
- 2021년 2월 10일 : 2월 15일까지 임자 ~ 지도간 도로(신안군 임자면 진리 ~ 지도읍 감정리) 4.99km 구간 임시 개통[62]
- 2021년 3월 19일 : 임자 ~ 지도간 도로 및 임자대교(신안군 임자면 진리 ~ 지도읍 감정리) 4.99km 구간 신설 개통[63]

## 주요 경유지
전라남도
- 신안군 (임자면 · 지도읍) - 무안군 (해제면 · 현경면 · 무안읍) - 함평군 (함평읍 · 엄다면 · 함평읍 · 대동면 · 학교면 · 대동면 · 나산면 · 해보면 · 월야면) - 장성군 (삼서면 · 삼계면 · 동화면 · 황룡면 · 장성읍 · 진원면) - 담양군 (대전면 · 수북면 · 담양읍 · 금성면)

전북특별자치도
- 순창군 (금과면 · 팔덕면 · 순창읍 · 인계면 · 유등면 · 인계면 · 적성면) - 남원시 (대강면 · 주생면 · 대산면 · 주생면 · 대산면 · 주생면 · 화정동 · 신정동 · 왕정동 · 동충동 · 향교동 · 도통동 · 월락동 · 고죽동 · 식정동 · 이백면 · 운봉읍 · 인월면)

경상남도
- 함양군 (함양읍 · 지곡면 · 안의면) - 거창군 (마리면 · 거창읍 · 남상면 · 남하면) - 합천군 (봉산면 · 묘산면 · 합천읍·대양면 · 율곡면 · 초계면 · 적중면 · 청덕면) - 창녕군 (이방면 · 유어면 · 대지면 · 창녕읍 · 고암면) - 밀양시 (청도면 · 무안면 · 부북면 · 내이동 · 교동 · 산외면 · 산내면)

울산광역시
- 울주군 (상북면 · 언양읍 · 범서읍) - 남구 무거동

## 노선
상행은 울산 방면, 하행은 신안 방면을 말한다.
- (■): 자동차 전용도로 구간

### 전라남도
| 이름                             | 접속 노선                                   | 소재지 | 소재지                                           | 비고                                                                                    |
| -------------------------------- | ------------------------------------------- | --- | ------------------------------------------------ | --------------------------------------------------------------------------------------- |
| 임자 교차로                      | 지방도 제825호선 (임자로)                   | 신안군 | 임자면                                           | 기점 지방도 제825호선과 중복                                                            |
| 임자1대교                        |                                             | 신안군 | 임자면                                           | 지방도 제825호선과 중복                                                                 |
| 수도 교차로                      | 수도길                                      | 신안군 | 임자면                                           | 지방도 제825호선과 중복                                                                 |
| 임자2대교                        |                                             | 신안군 | 임자면                                           | 지방도 제825호선과 중복                                                                 |
|                                  | 지도읍                                      | 신안군 |                                                  | 지방도 제825호선과 중복                                                                 |
| 점암교                           |                                             | 신안군 |                                                  | 지방도 제825호선과 중복                                                                 |
| 점암 교차로                      | 해제지도로                                  | 신안군 |                                                  | 지방도 제825호선과 중복                                                                 |
| 지명고등학교 지도서부정류소      |                                             | 신안군 |                                                  | 지방도 제825호선과 중복                                                                 |
| 지도사거리                       | 지방도 제805호선 (지도증도로)               | 신안군 | 지방도 제805, 825호선과 중복                     |                                                                                         |
| 지도자동차여객공용터미널         | 지방도 제805호선 (봉리길)                   | 신안군 | 지방도 제805, 825호선과 중복                     |                                                                                         |
| 읍내삼거리                       | 원광정길                                    | 신안군 | 지방도 제825호선과 중복                          |                                                                                         |
| 자동 교차로                      | 지방도 제825호선 (동천길)                   | 신안군 | 지방도 제825호선과 중복                          |                                                                                         |
| 명양 교차로                      |                                             | 무안군 | 해제면                                           |                                                                                         |
| 천마 교차로                      | 현해로                                      | 무안군 | 해제면                                           |                                                                                         |
| 천장 교차로                      | 창매로                                      | 무안군 | 해제면                                           |                                                                                         |
| 마실교                           |                                             | 무안군 | 해제면                                           |                                                                                         |
| 수암 교차로                      | 국도 제77호선 (현해로)                      | 무안군 | 해제면                                           | 국도 제77호선과 중복                                                                    |
| 진등 교차로                      | 가입길                                      | 무안군 | 현경면                                           | 국도 제77호선과 중복                                                                    |
| 홀통 교차로                      | 마산길                                      | 무안군 | 현경면                                           | 국도 제77호선과 중복                                                                    |
| 거란천교                         |                                             | 무안군 | 현경면                                           | 국도 제77호선과 중복                                                                    |
| 마산 교차로                      | 마산길 신정길                               | 무안군 | 현경면                                           | 국도 제77호선과 중복                                                                    |
| 사은1교 사은2교 용정교           |                                             | 무안군 | 현경면                                           | 국도 제77호선과 중복                                                                    |
| 용정 교차로                      | 봉월로                                      | 무안군 | 현경면                                           | 국도 제77호선과 중복                                                                    |
| 송정교                           |                                             | 무안군 | 현경면                                           | 국도 제77호선과 중복                                                                    |
| 송정 교차로                      | 상수장길                                    | 무안군 | 현경면                                           | 국도 제77호선과 중복                                                                    |
| 목동 교차로                      | 국도 제77호선 (공항로)                      | 무안군 | 현경면                                           | 국도 제77호선과 중복                                                                    |
| 현경 교차로                      | 국가지원지방도 제60호선 (공항로)            | 무안군 | 현경면                                           |                                                                                         |
| 도산제삼거리                     | 지망길                                      | 무안군 | 현경면                                           |                                                                                         |
| 도산삼거리                       | 보평로                                      | 무안군 | 무안읍                                           |                                                                                         |
| 돗재                             |                                             | 무안군 | 무안읍                                           |                                                                                         |
|                                  | 함평군                                      | 함평읍 |                                                  |                                                                                         |
| 자풍 교차로                      | 함평군                                      | 함평읍 | 지방도 제811호선 (자풍길) (작동신풍길)           |                                                                                         |
| 성남초등학교 (폐교) 함평나비CC   | 함평군                                      | 함평읍 |                                                  |                                                                                         |
| 수호삼거리                       | 함평군                                      | 함평읍 | 함무길                                           |                                                                                         |
| 함평실고삼거리                   | 함평군                                      | 함평읍 | 영수길                                           |                                                                                         |
| 함평여고사거리                   | 함평군                                      | 함평읍 | 곤재로 서부길                                    |                                                                                         |
| 엑스포사거리 (함평엑스포공원)    | 함평군                                      | 함평읍 |                                                  |                                                                                         |
| 나비주유소앞삼거리               | 함평군                                      | 함평읍 | 중앙길                                           |                                                                                         |
| 함평교                           | 함평군                                      | 함평읍 |                                                  |                                                                                         |
| 검정오거리 (함평읍소재지 교차로) | 함평군                                      | 함평읍 | 국도 제23호선 (함영로) 함평천좌길                |                                                                                         |
| 향교 교차로 (동함평 나들목)      | 함평군                                      | 12호선 무안광주고속도로 학동로                                                                                                 | 대동면                                           |                                                                                         |
| 함평공설운동장                   | 함평군                                      | | 대동면                                           |                                                                                         |
| (동함평일반산업단지)             | 함평군                                      | 동함평산단길 | 대동면                                           |                                                                                         |
| 강운삼거리 (대동면소재지 교차로) | 함평군                                      | 대동길 | 대동면                                           |                                                                                         |
| 강운삼거리                       | 함평군                                      | 상강길 | 대동면                                           |                                                                                         |
| 구산교                           | 함평군                                      | | 나산면                                           |                                                                                         |
| 나산면구산리 교차로              | 함평군                                      | 구산원선길 | 나산면                                           |                                                                                         |
| 덕림교                           | 함평군                                      | | 나산면                                           |                                                                                         |
| 나산면덕림리 교차로              | 함평군                                      | 고막천로 백양길 | 나산면                                           |                                                                                         |
| 나산면삼축리 교차로              | 함평군                                      | 나산월봉길 | 나산면                                           |                                                                                         |
| 나산 교차로                      | 함평군                                      | 나산길 | 나산면                                           |                                                                                         |
| 나산삼거리 (나산보건지소)        | 함평군                                      | 나산길 | 나산면                                           |                                                                                         |
| 나산초등학교                     | 함평군                                      | | 나산면                                           |                                                                                         |
| 대창교                           | 함평군                                      | | 나산면                                           |                                                                                         |
| 대창 교차로                      | 함평군                                      | 해삼로 | 해보면                                           |                                                                                         |
| 대창육교 성산교                  | 함평군                                      | | 해보면                                           |                                                                                         |
| 용산 교차로                      | 함평군                                      | 국도 제22호선 (영광로) | 해보면                                           |                                                                                         |
| 문장1육교                        | 함평군                                      | 지방도 제838호선 (밀재로) | 해보면                                           | 상행 진출 불가 하행 진입 불가                                                           |
| 장교천교                         | 함평군                                      | | 해보면                                           |                                                                                         |
| 정산 교차로                      | 함평군                                      | 문화로 | 월야면                                           |                                                                                         |
| 계림육교                         | 함평군                                      | | 월야면                                           |                                                                                         |
| 화해 교차로                      | 해삼로                                      | 장성군 | 삼서면                                           |                                                                                         |
| 수해교 대곡교                    |                                             | 장성군 | 삼서면                                           |                                                                                         |
| 상무대진입로                     | 태청로 해삼로                               | 장성군 | 삼서면                                           |                                                                                         |
| 수양사거리                       | 해삼로                                      | 장성군 | 삼서면                                           |                                                                                         |
| 월정 교차로 (월정육교)           | 지방도 제734호선 (영장로) 해삼로            | 장성군 | 삼계면                                           |                                                                                         |
| 사창교                           |                                             | 장성군 | 삼계면                                           |                                                                                         |
| 사창사거리                       | 사창로 삼동로                               | 장성군 | 삼계면                                           |                                                                                         |
| 수옥교                           |                                             | 장성군 | 삼계면                                           |                                                                                         |
| 옥천사거리                       | 지방도 제893호선 (평림암치로) 능성로        | 장성군 | 삼계면                                           |                                                                                         |
| 구산사거리                       | 구림로 삼동로 원남평길                      | 장성군 | 동화면                                           |                                                                                         |
| 동화 나들목                      | 국가지원지방도 제49호선 (빛가람장성로)      | 장성군 | 동화면                                           |                                                                                         |
| 동화교                           |                                             | 장성군 | 동화면                                           |                                                                                         |
| 동화사거리                       | 수연로 요월정로                             | 장성군 | 동화면                                           |                                                                                         |
| 장승백이사거리                   | 삼동로 물뫼길 용정기산길                    | 장성군 | 황룡면                                           |                                                                                         |
| 신촌사거리                       | 뱃나드리로 신호신촌길                       | 장성군 | 황룡면                                           |                                                                                         |
| 장산사거리                       | 홍길동로 황룡로 하사1길                     | 장성군 | 황룡면                                           |                                                                                         |
| 제2황룡교                        |                                             | 장성군 | 황룡면                                           |                                                                                         |
| 황룡 교차로                      | 지방도 제734호선 (강변로)                   | 장성군 | 황룡면                                           |                                                                                         |
| 장성육교                         |                                             | 장성군 | 장성읍                                           | 장성육교 구간                                                                           |
| 장성오거리                       | 뱃나드리로 역전로 영천로                    | 장성군 | 장성읍                                           | 장성육교 구간                                                                           |
| 장성 교차로                      | 국도 제1호선 (하서대로)                     | 장성군 | 장성읍                                           | 국도 제1호선과 중복                                                                     |
| 장성 나들목 (가작 교차로)        | 25호선 호남고속도로 국도 제1호선 (하서대로) | 장성군 | 장성읍                                           | 국도 제1호선과 중복                                                                     |
| 진원삼거리                       | 진남1로                                     | 장성군 | 진원면                                           |                                                                                         |
| 진원면사무소                     |                                             | 장성군 | 진원면                                           |                                                                                         |
| 작동삼거리                       | 불태1로                                     | 장성군 | 진원면                                           |                                                                                         |
| 양유교                           |                                             | 장성군 | 진원면                                           |                                                                                         |
|                                  | 담양군                                      | 대전면 |                                                  |                                                                                         |
| 대치사거리                       | 담양군                                      | 대전면 | 대전로 대치5길                                   |                                                                                         |
| 한재초등학교                     | 담양군                                      | 대전면 |                                                  |                                                                                         |
| 원촌사거리                       | 담양군                                      | 대전면 | 지방도 제898호선 (병풍로) 추성1로                | 지방도 제898호선과 중복                                                                 |
| 월본사거리                       | 담양군                                      | 대전면 | 국도 제13호선 (추성로) 지방도 제898호선 (병풍로) | 국도 제13호선과 중복 지방도 제898호선과 중복                                            |
| 성산사거리                       | 담양군                                      | 대전면 | 덕진옥산길 성산길                                | 국도 제13호선과 중복                                                                    |
| 고성사거리                       | 담양군                                      | 고리대길 | 수북면                                           | 국도 제13호선과 중복                                                                    |
| 수북사거리                       | 담양군                                      | 한수동로 | 수북면                                           | 국도 제13호선과 중복                                                                    |
| 풍수사거리                       | 담양군                                      | 동상길 | 수북면                                           | 국도 제13호선과 중복                                                                    |
| 풍수교                           | 담양군                                      | | 수북면                                           | 국도 제13호선과 중복                                                                    |
| 주평사거리                       | 담양군                                      | 가산길 미산길 | 수북면                                           | 국도 제13호선과 중복                                                                    |
| 삼다교                           | 담양군                                      | | 담양읍                                           | 국도 제13호선과 중복                                                                    |
| 양각사거리 (담양소방서)          | 담양군                                      | 국도 제13호선 국가지원지방도 제15호선 (죽향문화로)                                                                             | 담양읍                                           | 국도 제13호선과 중복                                                                    |
| 양각교                           | 담양군                                      | | 담양읍                                           |                                                                                         |
| 천변사거리                       | 담양군                                      | 지방도 제887호선 (천변5길) (면앙정로)                                                                                          | 담양읍                                           |                                                                                         |
| 한국대나무박물관                 | 담양군                                      | | 담양읍                                           |                                                                                         |
| 백동사거리                       | 담양군                                      | 국도 제13호선 국도 제15호선 국도 제29호선 국가지원지방도 제55호선 지방도 제887호선 (죽향대로) 국가지원지방도 제15호선 (무정로) | 담양읍                                           | 국도 제13, 15, 29호선과 중복 국가지원지방도 제15, 55호선과 중복 지방도 제887호선과 중복 |
| 담양읍삼거리                     | 담양군                                      | 국도 제13호선 국도 제15호선 국도 제29호선 국가지원지방도 제15호선 지방도 제887호선 (중앙로)                                    | 담양읍                                           | 국도 제13, 15, 29호선과 중복 국가지원지방도 제15, 55호선과 중복 지방도 제887호선과 중복 |
| 남촌 교차로                      | 담양군                                      | 남촌길 | 담양읍                                           | 국가지원지방도 제55호선과 중복                                                          |
| 석당간 교차로                    | 담양군                                      | 추성로 | 담양읍                                           | 국가지원지방도 제55호선과 중복                                                          |
| 학동 교차로                      | 담양군                                      | 죽향문화로 | 담양읍                                           | 국가지원지방도 제55호선과 중복                                                          |
| 금월 교차로                      | 담양군                                      | 메타세쿼이아로 | 담양읍                                           | 국가지원지방도 제55호선과 중복 상행 진입 불가 하행 진출 불가                            |
| 가사천교                         | 담양군                                      | | 금성면                                           | 국가지원지방도 제55호선과 중복                                                          |
| 대곡 교차로                      | 담양군                                      | 담양88로 | 금성면                                           | 국가지원지방도 제55호선과 중복                                                          |
| 대곡터널                         | 담양군                                      | | 금성면                                           | 국가지원지방도 제55호선과 중복 연장 240m                                                |
| 봉서 교차로 (비와천교)           | 담양군                                      | 비내동길 | 금성면                                           | 국가지원지방도 제55호선과 중복                                                          |
| 시장천교                         | 담양군                                      | | 금성면                                           | 국가지원지방도 제55호선과 중복                                                          |
| 덕성 교차로                      | 담양군                                      | 덕성시목길 | 금성면                                           | 국가지원지방도 제55호선과 중복                                                          |

- 공사구간 (2020년 완공 예정) : 임자면 ~ 지도읍 구간 연륙교

### 전북특별자치도
| 이름                            | 접속 노선                                  | 소재지 | 소재지                         | 비고                                            |
| ------------------------------- | ------------------------------------------ | ------ | ------------------------------ | ----------------------------------------------- |
| 영월교                          |                                            | 순창군 | 금과면                         | 국가지원지방도 제55호선과 중복                  |
| 방축 교차로 (방축교)            | 지방도 제730호선 (금풍로)                  | 순창군 | 금과면                         | 국가지원지방도 제55호선과 중복                  |
| 고례교                          | 광덕로                                     | 순창군 | 금과면                         | 국가지원지방도 제55호선과 중복 하행 진출만 가능 |
| 금과골프장                      |                                            | 순창군 | 금과면                         | 국가지원지방도 제55호선과 중복                  |
| 송정 교차로                     | 매송로 송정길                              | 순창군 | 금과면                         | 국가지원지방도 제55호선과 중복                  |
| 고추장단지 교차로               | 국가지원지방도 제55호선 (장류로)           | 순창군 | 순창읍                         | 국가지원지방도 제55호선과 중복                  |
| 충신 교차로                     | 순화로                                     | 순창군 | 순창읍                         |                                                 |
| 순창고교 교차로                 | 국도 제27호선 지방도 제729호선 (옥천로)    | 순창군 | 순창읍                         | 국도 제27호선과 중복 지방도 제729호선과 중복    |
| 관서삼거리                      | 순창로                                     | 순창군 | 순창읍                         | 국도 제27호선과 중복                            |
| 제일고삼거리 (순창제일고등학교) | 국도 제27호선 (대동로)                     | 순창군 | 순창읍                         | 국도 제27호선과 중복                            |
| 순창중학교                      |                                            | 순창군 | 순창읍                         |                                                 |
| 지산사거리                      | 오교로                                     | 순창군 | 유등면                         |                                                 |
| 태자삼거리                      | 인중로                                     | 순창군 | 인계면                         |                                                 |
| 지북사거리                      | 유화로 인석로                              | 순창군 | 적성면                         |                                                 |
| 관평사거리                      | 유적로 적성로                              | 순창군 | 적성면                         |                                                 |
| 원촌삼거리                      | 적성로                                     | 순창군 | 적성면                         |                                                 |
| 적성교                          |                                            | 순창군 | 적성면                         |                                                 |
| 괴정삼거리                      | 국도 제13호선 국도 제21호선 (충효로)       | 순창군 | 적성면                         | 국도 제13, 21호선과 중복                        |
| 수홍삼거리                      | 국도 제13호선 국도 제21호선 (섬진로)       | 남원시 | 대강면                         | 국도 제13, 21호선과 중복                        |
| 풍산삼거리                      | 동계로                                     | 남원시 | 대강면                         |                                                 |
| 비홍재                          |                                            | 남원시 | 대강면                         |                                                 |
|                                 | 주생면                                     | 남원시 |                                |                                                 |
| 감동사거리                      | 금풍로 감동1길                             | 남원시 | 대산면                         |                                                 |
| 정송삼거리                      | 지방도 제745호선 (주송길)                  | 남원시 | 주생면                         | 지방도 제745호선과 중복                         |
| 대곡삼거리                      | 지방도 제745호선 (대곡신계길)              | 남원시 | 주생면                         | 지방도 제745호선과 중복                         |
| 정송교                          |                                            | 남원시 | 대산면                         |                                                 |
| 남원서원초등학교                |                                            | 남원시 | 대산면                         |                                                 |
| 신정 교차로                     | 국도 제17호선 (서부로)                     | 남원시 | 왕정동                         |                                                 |
| (이름 없음)                     | 교룡로                                     | 남원시 | 왕정동                         | 남원역과 연결                                   |
| 만복사지 남원교육지원청         |                                            | 남원시 | 왕정동                         |                                                 |
| 시장사거리                      | 남문로 의총로                              | 남원시 | 왕정동                         |                                                 |
| 서문사거리                      | 서문로 용성로 의총로                       | 남원시 | 왕정동                         |                                                 |
| 서문사거리                      | 서문로 용성로 의총로                       | 남원시 | 동충동                         |                                                 |
| (구)남원역                      | 향단로                                     | 남원시 |                                |                                                 |
| 향교오거리                      | 동림로 동문로                              | 남원시 | 향교동                         |                                                 |
| 시청삼거리                      | 시청로                                     | 남원시 | 향교동                         |                                                 |
| 백공산사거리                    | 춘향로                                     | 남원시 | 향교동                         |                                                 |
| 남원 나들목 (남원 교차로)       | 12호선 광주대구고속도로                    | 남원시 | 도통동                         |                                                 |
| 남원공설운동장                  |                                            | 남원시 | 도통동                         |                                                 |
| 남원의료원                      | 황죽로                                     | 남원시 | 도통동                         |                                                 |
| 누른대삼거리                    | 요천로                                     | 남원시 | 도통동                         |                                                 |
| 고죽 교차로                     | 국도 제19호선 (산업로)                     | 남원시 | 도통동                         | 국도 제19호선과 중복                            |
| 남원소방서                      |                                            | 남원시 | 도통동                         | 국도 제19호선과 중복                            |
| 갈치삼거리                      | 지방도 제721호선 (보산로)                  | 남원시 | 도통동                         | 국도 제19호선과 중복                            |
| 하갈교                          | 정자길                                     | 남원시 | 도통동                         | 국도 제19호선과 중복                            |
| 요천삼거리                      | 국도 제19호선 (요천로)                     | 남원시 | 도통동                         | 국도 제19호선과 중복                            |
| 요천교                          |                                            | 남원시 | 도통동                         |                                                 |
|                                 | 이백면                                     | 남원시 |                                |                                                 |
| 남평삼거리                      | 요천상로                                   | 남원시 |                                |                                                 |
| 강기삼거리                      | 이백내척길                                 | 남원시 |                                |                                                 |
| 변전소삼거리                    | 이백로                                     | 남원시 |                                |                                                 |
| 여원재                          |                                            | 남원시 | 해발 480m                      |                                                 |
| 여원재                          | 운봉읍                                     | 남원시 | 해발 480m                      |                                                 |
| (장동)                          | 고남로                                     | 남원시 |                                |                                                 |
| 한국경마축산고등학교            |                                            | 남원시 |                                |                                                 |
| 마산교                          | 준향길                                     | 남원시 |                                |                                                 |
| 운봉교                          |                                            | 남원시 |                                |                                                 |
| 운봉 교차로                     | 국가지원지방도 제60호선 (운봉1로) (운성로) | 남원시 |                                |                                                 |
| 운봉읍 행정복지센터             |                                            | 남원시 |                                |                                                 |
| 북천 교차로                     | 국가지원지방도 제60호선 (운봉로)           | 남원시 | 국가지원지방도 제60호선과 중복 |                                                 |
| 번암사거리                      | 지방도 제743호선 (승전로) 운성로           | 남원시 | 국가지원지방도 제60호선과 중복 |                                                 |
| 동천교 당월교                   |                                            | 남원시 | 국가지원지방도 제60호선과 중복 |                                                 |
| 화수교                          | 군화동길                                   | 남원시 | 국가지원지방도 제60호선과 중복 |                                                 |
| 서무 교차로                     | 인월로 인월1길                             | 남원시 | 국가지원지방도 제60호선과 중복 | 인월면                                          |
| 인월 교차로                     | 국가지원지방도 제37호선 (인월장터로)       | 남원시 | 국가지원지방도 제60호선과 중복 | 인월면                                          |
| 신촌 교차로                     | 국가지원지방도 제60호선 (천왕봉로)         | 남원시 | 국가지원지방도 제60호선과 중복 | 인월면                                          |
| 신촌교                          |                                            | 남원시 |                                | 인월면                                          |
| 상우 교차로                     | 인월로                                     | 남원시 |                                | 인월면                                          |
| 팔령                            |                                            | 남원시 |                                | 인월면                                          |

### 경상남도
| 이름                                                         | 접속 노선                      | 소재지                                                          | 소재지                                              | 비고                                                      |
| ------------------------------------------------------------ | ------------------------------ | --------------------------------------------------------------- | --------------------------------------------------- | --------------------------------------------------------- |
| 팔령                                                         |                                | 함양군                                                          | 함양읍                                              |                                                           |
| (조동)                                                       | 지방도 제1023호선 (지리산길)   | 함양군                                                          | 함양읍                                              |                                                           |
| 갈은고개 천령유치원 (구 석복초등학교) 함양군선거관리위원회   |                                | 함양군                                                          | 함양읍                                              |                                                           |
| 난평삼거리                                                   | 함양로                         | 함양군                                                          | 함양읍                                              |                                                           |
| 인당사거리                                                   | 지방도 제1001호선 (함양남서로) | 함양군                                                          | 함양읍                                              |                                                           |
| 함양군보건소                                                 | 용평중앙길                     | 함양군                                                          | 함양읍                                              |                                                           |
| 함양시외버스터미널                                           |                                | 함양군                                                          | 함양읍                                              |                                                           |
| 주차장사거리                                                 | 고운로                         | 함양군                                                          | 함양읍                                              |                                                           |
| (교산리)                                                     | 함양로 뇌계길                  | 함양군                                                          | 함양읍                                              |                                                           |
| (행복마을입구)                                               | 보산로                         | 함양군                                                          | 함양읍                                              |                                                           |
| 보산교                                                       | 공배길                         | 함양군                                                          | 지곡면                                              |                                                           |
| (효산)                                                       | 보산로                         | 함양군                                                          | 지곡면                                              |                                                           |
| 지곡교                                                       | 병곡지곡로                     | 함양군                                                          | 지곡면                                              |                                                           |
| 지곡농협                                                     | 지곡창촌길                     | 함양군                                                          | 지곡면                                              |                                                           |
| 지곡면사무소                                                 |                                | 함양군                                                          | 지곡면                                              |                                                           |
| (덕암)                                                       | 덕암길                         | 함양군                                                          | 지곡면                                              |                                                           |
| 덕암 교차로                                                  | 주암길                         | 함양군                                                          | 지곡면                                              |                                                           |
| (마산)                                                       | 마산길                         | 함양군                                                          | 지곡면                                              |                                                           |
| 지곡 나들목                                                  | 35호선 통영대전고속도로        | 함양군                                                          | 지곡면                                              |                                                           |
| (봉곡)                                                       | 계곡길                         | 함양군                                                          | 지곡면                                              |                                                           |
| (중방)                                                       | 남효중방로                     | 함양군                                                          | 지곡면                                              |                                                           |
| 당본육교                                                     | 광풍로                         | 함양군                                                          | 안의면                                              |                                                           |
| 남강교                                                       |                                | 함양군                                                          | 안의면                                              |                                                           |
| 안의 교차로                                                  | 국도 제3호선 (거함대로)        | 함양군                                                          | 안의면                                              | 국도 제3호선과 중복                                       |
| 석천 교차로                                                  | 황마로                         | 함양군                                                          | 안의면                                              | 국도 제3호선과 중복                                       |
| 금천 교차로                                                  | 광풍로 안의도장골길            | 함양군                                                          | 안의면                                              | 국도 제3호선과 중복                                       |
| 교북 교차로                                                  | 국도 제26호선 (육십령로)       | 함양군                                                          | 안의면                                              | 국도 제3, 26호선과 중복                                   |
| 용추 교차로                                                  | 용추계곡로                     | 함양군                                                          | 안의면                                              | 국도 제3, 26호선과 중복                                   |
| 삼산 교차로                                                  | 거안로                         | 함양군                                                          | 안의면                                              | 국도 제3, 26호선과 중복                                   |
| 바래기재                                                     |                                | 함양군                                                          | 안의면                                              | 국도 제3, 26호선과 중복                                   |
|                                                              | 거창군                         | 마리면                                                          |                                                     | 국도 제3, 26호선과 중복                                   |
| 삼거리 교차로                                                | 거창군                         | 마리면                                                          | 거안로                                              | 국도 제3, 26호선과 중복                                   |
| 지동 교차로                                                  | 거창군                         | 마리면                                                          | 국도 제37호선 (거안로)                              | 국도 제3, 26, 37호선과 중복                               |
| 말흘 교차로                                                  | 거창군                         | 마리면                                                          | 거안로                                              | 국도 제3, 26, 37호선과 중복 상행 진출 불가 하행 진입 불가 |
| 장백터널                                                     | 거창군                         | 마리면                                                          |                                                     | 국도 제3, 26, 37호선과 중복 연장 639m                     |
| 장백터널                                                     | 거창군                         | 거창읍                                                          |                                                     | 국도 제3, 26, 37호선과 중복 연장 639m                     |
| 거열터널                                                     | 거창군                         |                                                                 | 국도 제3, 26, 37호선과 중복 연장 544m               |                                                           |
| 송정 교차로                                                  | 거창군                         | 국도 제3호선 (옹양로)                                           | 국도 제3, 26, 37호선과 중복                         |                                                           |
| 절부사거리                                                   | 거창군                         | 강남로 강변로                                                   | 국도 제26호선과 중복                                |                                                           |
| (이름 없음)                                                  | 거창군                         | 강남로1길                                                       | 국도 제26호선과 중복                                |                                                           |
| 김천사거리                                                   | 거창군                         | 지방도 제1084호선 (수남로)                                      | 국도 제26호선과 중복                                |                                                           |
| (이름 없음)                                                  | 거창군                         | 거함대로4길 창남2길                                             | 국도 제26호선과 중복                                |                                                           |
| (이름 없음)                                                  | 거창군                         | 거창대로                                                        | 국도 제26호선과 중복                                |                                                           |
| (이름 없음)                                                  | 거창군                         | 지방도 제1089호선 (창동로)                                      | 국도 제26호선과 중복 지방도 제1089호선과 중복       |                                                           |
| 거창소방서                                                   | 거창군                         | 거함대로                                                        | 국도 제26호선과 중복 지방도 제1089호선과 중복       |                                                           |
| 거창 나들목                                                  | 거창군                         | 12호선 광주대구고속도로                                         | 국도 제26호선과 중복 지방도 제1089호선과 중복       |                                                           |
| 국농소삼거리                                                 | 거창군                         | 지방도 제1089호선 (밤티재로)                                    | 국도 제26호선과 중복 지방도 제1089호선과 중복       |                                                           |
| 남하교                                                       | 거창군                         |                                                                 | 국도 제26호선과 중복                                |                                                           |
| 남하교                                                       | 거창군                         | 남하면                                                          | 국도 제26호선과 중복                                |                                                           |
| 남하면 행정복지센터 남하초등학교                             | 거창군                         |                                                                 | 국도 제26호선과 중복                                |                                                           |
| 산포삼거리                                                   | 거창군                         | 지방도 제1099호선 (지산로)                                      | 국도 제26호선과 중복                                |                                                           |
| 석우교                                                       | 거창군                         |                                                                 | 국도 제26호선과 중복                                |                                                           |
| 가천교                                                       | 거창군                         |                                                                 | 국도 제26호선과 중복                                |                                                           |
|                                                              | 합천군                         | 봉산면                                                          | 국도 제26호선과 중복                                |                                                           |
| 봉산삼거리                                                   | 합천군                         | 봉산면                                                          | 국도 제59호선 지방도 제1034호선 (서부로)            | 국도 제26호선과 중복 지방도 제1034호선과 중복             |
| 권빈삼거리                                                   | 합천군                         | 봉산면                                                          | 지방도 제1034호선 (인덕로)                          | 국도 제26호선과 중복 지방도 제1034호선과 중복             |
| 반포교                                                       | 합천군                         | 묘산로                                                          | 묘산면                                              | 국도 제26호선과 중복                                      |
| 묘산 교차로                                                  | 합천군                         | 국도 제26호선 (영서로)                                          | 묘산면                                              | 국도 제26호선과 중복                                      |
| 마령재                                                       | 합천군                         | 두상로                                                          | 묘산면                                              |                                                           |
| 마령재                                                       | 합천군                         | 두상로                                                          | 합천읍                                              |                                                           |
| 금양삼거리                                                   | 합천군                         | 대야로                                                          |                                                     |                                                           |
| 금양 교차로                                                  | 합천군                         | 국도 제33호선 (합천대로) 지방도 제1034호선 (대야로)             | 국도 제33호선과 중복                                |                                                           |
| 소양육교 신소양교                                            | 합천군                         |                                                                 | 국도 제33호선과 중복                                |                                                           |
| 교동 교차로                                                  | 합천군                         | 국도 제33호선 (합천대로) 옥산로                                 | 국도 제33호선과 중복                                |                                                           |
| 강양교                                                       | 합천군                         |                                                                 |                                                     |                                                           |
|                                                              | 합천군                         | 율곡면                                                          |                                                     |                                                           |
| 농공 교차로                                                  | 합천군                         | 임북길                                                          |                                                     |                                                           |
| 임북 교차로                                                  | 합천군                         | 동부로                                                          |                                                     |                                                           |
| 문림1 교차로                                                 | 합천군                         | 문림길 본천길                                                   |                                                     |                                                           |
| 문림교 개벼리교                                              | 합천군                         |                                                                 |                                                     |                                                           |
| 영전2 교차로                                                 | 합천군                         | 지방도 제1034호선 (제내로)                                      | 지방도 제1034호선과 중복                            |                                                           |
| 율곡 교차로                                                  | 합천군                         | 낙민1길                                                         | 지방도 제1034호선과 중복                            |                                                           |
| 낙민 교차로                                                  | 합천군                         | 지방도 제1034호선 (황강옥전로) 동부로                           | 지방도 제1034호선과 중복                            |                                                           |
| 낙민교                                                       | 합천군                         |                                                                 |                                                     |                                                           |
| 방동 교차로                                                  | 합천군                         | 동부로 낙민갑산길                                               |                                                     |                                                           |
| (이름 없음)                                                  | 합천군                         | 우회로                                                          | 초계면                                              |                                                           |
| 초계회전 교차로                                              | 합천군                         | 초계중앙로 초계향교로                                           | 초계면                                              |                                                           |
| 초계보건지소                                                 | 합천군                         |                                                                 | 초계면                                              |                                                           |
| 아막회전 교차로                                              | 합천군                         | 초계중앙로                                                      | 초계면                                              |                                                           |
| 적중삼거리                                                   | 합천군                         | 지방도 제907호선 (적중로)                                       | 초계면                                              | 지방도 제907호선과 중복                                   |
| 적중교 서단                                                  | 합천군                         | 지방도 제907호선 (황강옥천로)                                   | 적중면                                              | 지방도 제907호선과 중복                                   |
| (이름 없음)                                                  | 합천군                         | 우회로                                                          | 적중면                                              |                                                           |
| 청덕면사무소                                                 | 합천군                         |                                                                 | 청덕면                                              |                                                           |
| (이름 없음)                                                  | 합천군                         | 강북로                                                          | 청덕면                                              |                                                           |
| 적포삼거리                                                   | 합천군                         | 국도 제20호선 국가지원지방도 제67호선 (의합대로)                | 청덕면                                              | 국도 제20호선과 중복 국가지원지방도 제67호선과 중복       |
| 적포교                                                       | 합천군                         |                                                                 | 청덕면                                              | 국도 제20호선과 중복 국가지원지방도 제67호선과 중복       |
|                                                              | 창녕군                         | 이방면                                                          |                                                     | 국도 제20호선과 중복 국가지원지방도 제67호선과 중복       |
| 이남삼거리                                                   | 창녕군                         | 이방면                                                          | 국가지원지방도 제79호선 (이방로)                    | 국도 제20호선과 중복 국가지원지방도 제67, 79호선과 중복   |
| (성산)                                                       | 창녕군                         | 이방면                                                          | 우포3로                                             | 국도 제20호선과 중복 국가지원지방도 제67, 79호선과 중복   |
| 유어교                                                       | 창녕군                         | 이방면                                                          |                                                     | 국도 제20호선과 중복 국가지원지방도 제67, 79호선과 중복   |
|                                                              | 창녕군                         | 유어면                                                          |                                                     | 국도 제20호선과 중복 국가지원지방도 제67, 79호선과 중복   |
| (승계)                                                       | 창녕군                         | 등대2길                                                         |                                                     | 국도 제20호선과 중복 국가지원지방도 제67, 79호선과 중복   |
| 등대중학교(폐교)                                             | 창녕군                         | 가항길                                                          |                                                     | 국도 제20호선과 중복 국가지원지방도 제67, 79호선과 중복   |
| (미구)                                                       | 창녕군                         | 미구길                                                          |                                                     | 국도 제20호선과 중복 국가지원지방도 제67, 79호선과 중복   |
| 유어파출소                                                   | 창녕군                         | 미수원길                                                        |                                                     | 국도 제20호선과 중복 국가지원지방도 제67, 79호선과 중복   |
| 유어면사무소                                                 | 창녕군                         |                                                                 |                                                     | 국도 제20호선과 중복 국가지원지방도 제67, 79호선과 중복   |
| 유어삼거리                                                   | 창녕군                         | 국도 제79호선 (영산장마로)                                      |                                                     | 국도 제20호선과 중복 국가지원지방도 제67, 79호선과 중복   |
| (선소)                                                       | 창녕군                         | 내부곡길 선소1길                                                | 국도 제20호선과 중복 국가지원지방도 제67호선과 중복 |                                                           |
| (유장)                                                       | 창녕군                         | 유장길                                                          | 국도 제20호선과 중복 국가지원지방도 제67호선과 중복 |                                                           |
| (회룡마을)                                                   | 창녕군                         | 우포늪길                                                        | 국도 제20호선과 중복 국가지원지방도 제67호선과 중복 |                                                           |
| 우포생태교육원                                               | 창녕군                         | 대대길                                                          | 국도 제20호선과 중복 국가지원지방도 제67호선과 중복 |                                                           |
| (회룡)                                                       | 창녕군                         | 유어갓골길                                                      | 국도 제20호선과 중복 국가지원지방도 제67호선과 중복 |                                                           |
| (예동)                                                       | 창녕군                         | 예동길                                                          | 국도 제20호선과 중복 국가지원지방도 제67호선과 중복 | 대지면                                                    |
| 본초삼거리                                                   | 창녕군                         | 관동길                                                          | 국도 제20호선과 중복 국가지원지방도 제67호선과 중복 | 대지면                                                    |
| (대초)                                                       | 창녕군                         | 대초길 학성세거리길                                             | 국도 제20호선과 중복 국가지원지방도 제67호선과 중복 | 대지면                                                    |
| (학성)                                                       | 창녕군                         | 학동길                                                          | 국도 제20호선과 중복 국가지원지방도 제67호선과 중복 | 대지면                                                    |
| 대지농공단지                                                 | 창녕군                         | 대지농공단지길                                                  | 국도 제20호선과 중복 국가지원지방도 제67호선과 중복 | 대지면                                                    |
| (구미리)                                                     | 창녕군                         | 구미길                                                          | 국도 제20호선과 중복 국가지원지방도 제67호선과 중복 | 대지면                                                    |
| (직신)                                                       | 창녕군                         | 직신1길                                                         | 국도 제20호선과 중복 국가지원지방도 제67호선과 중복 | 창녕읍                                                    |
| 창녕공단                                                     | 창녕군                         | 창녕공단길                                                      | 국도 제20호선과 중복 국가지원지방도 제67호선과 중복 | 창녕읍                                                    |
| 창녕육교                                                     | 창녕군                         |                                                                 | 국도 제20호선과 중복 국가지원지방도 제67호선과 중복 | 창녕읍                                                    |
| 창녕 나들목 (창녕IC사거리)                                   | 창녕군                         | 45호선 중부내륙고속도로 우포유어농로                            | 국도 제20호선과 중복 국가지원지방도 제67호선과 중복 | 창녕읍                                                    |
| 조산삼거리                                                   | 창녕군                         | 조산1길 직교2길                                                 | 국도 제20호선과 중복 국가지원지방도 제67호선과 중복 | 창녕읍                                                    |
| 오리정사거리                                                 | 창녕군                         | 지방도 제1080호선 (창녕대로) (우포2로)                          | 국도 제20호선과 중복 국가지원지방도 제67호선과 중복 | 창녕읍                                                    |
| 창녕군청                                                     | 창녕군                         | 군청길                                                          | 국도 제20호선과 중복 국가지원지방도 제67호선과 중복 | 창녕읍                                                    |
| 명덕초등학교 창녕 석빙고                                     | 창녕군                         |                                                                 | 국도 제20호선과 중복 국가지원지방도 제67호선과 중복 | 창녕읍                                                    |
| 송현사거리                                                   | 창녕군                         | 척경비로 화왕산로                                               | 국도 제20호선과 중복 국가지원지방도 제67호선과 중복 | 창녕읍                                                    |
| 창녕박물관 창녕 교동과 송현동 고분군                         | 창녕군                         |                                                                 | 국도 제20호선과 중복 국가지원지방도 제67호선과 중복 | 창녕읍                                                    |
| 창녕공업고등학교                                             | 창녕군                         |                                                                 | 국도 제20호선과 중복 국가지원지방도 제67호선과 중복 | 고암면                                                    |
| 우천교                                                       | 창녕군                         |                                                                 | 국도 제20호선과 중복 국가지원지방도 제67호선과 중복 | 고암면                                                    |
| 고암사거리                                                   | 창녕군                         | 억만미산로 중대길                                               | 국도 제20호선과 중복 국가지원지방도 제67호선과 중복 | 고암면                                                    |
| 고암사거리                                                   | 창녕군                         | 국도 제20호선 국가지원지방도 제67호선 (고암성산대로) 월미상월길 | 국도 제20호선과 중복 국가지원지방도 제67호선과 중복 | 고암면                                                    |
| 천왕재                                                       | 창녕군                         |                                                                 |                                                     | 고암면                                                    |
|                                                              | 밀양시                         | 청도면                                                          |                                                     |                                                           |
| 구기 교차로                                                  | 밀양시                         | 청도면                                                          | 청도로 소태길 소태1길                               | 상행 진입 불가                                            |
| 청도삼거리                                                   | 밀양시                         | 청도면                                                          | 청도로                                              |                                                           |
| 밀양중학교 청도분교                                          | 밀양시                         | 청도면                                                          |                                                     |                                                           |
| 오연교                                                       | 밀양시                         | 청도면                                                          |                                                     |                                                           |
|                                                              | 밀양시                         | 무안면                                                          |                                                     |                                                           |
| (이름 없음)                                                  | 밀양시                         | 국가지원지방도 제30호선 (요고길)                                | 국가지원지방도 제30호선과 중복                      |                                                           |
| 동산삼거리                                                   | 밀양시                         | 국가지원지방도 제30호선 (사명로)                                | 국가지원지방도 제30호선과 중복                      |                                                           |
| 앞고개                                                       | 밀양시                         |                                                                 |                                                     |                                                           |
|                                                              | 밀양시                         | 부북면                                                          |                                                     |                                                           |
| 계산교                                                       | 밀양시                         |                                                                 |                                                     |                                                           |
| 가산보건진료소                                               | 밀양시                         |                                                                 |                                                     |                                                           |
| 춘화삼거리                                                   | 밀양시                         | 국도 제58호선 (위양로)                                          | 국도 제58호선과 중복                                |                                                           |
| 춘화육교                                                     | 밀양시                         | 춘기3길                                                         | 국도 제58호선과 중복                                |                                                           |
| 운전 교차로                                                  | 밀양시                         | 국도 제58호선 (사포로)                                          | 국도 제58호선과 중복                                |                                                           |
| 신촌오거리 (창원지방법원 밀양지원) (창원지방검찰청 밀양지청) | 밀양시                         | 국도 제25호선 (밀양대로) 중앙로                                 | 내이동                                              | 국도 제25호선과 중복                                      |
| 시청서문사거리                                               | 밀양시                         | 백민로 시청로                                                   | 교동                                                | 국도 제25호선과 중복                                      |
| 밀양시청                                                     | 밀양시                         |                                                                 | 교동                                                | 국도 제25호선과 중복                                      |
| 교동사거리                                                   | 밀양시                         | 교동로 석정로                                                   | 교동                                                | 국도 제25호선과 중복                                      |
| 밀양대공원                                                   | 밀양시                         | 밀양대공원로                                                    | 교동                                                | 국도 제25호선과 중복                                      |
| 교동주민센터입구                                             | 밀양시                         | 교동로                                                          | 교동                                                | 국도 제25호선과 중복                                      |
| 교동 교차로                                                  | 밀양시                         | 안인로 용평로                                                   | 교동                                                | 국도 제25호선과 중복                                      |
| 밀산교                                                       | 밀양시                         |                                                                 | 교동                                                | 국도 제25호선과 중복                                      |
|                                                              | 밀양시                         | 산외면                                                          |                                                     | 국도 제25호선과 중복                                      |
| 긴늪사거리                                                   | 밀양시                         | 국도 제25호선 (상동로)                                          |                                                     | 국도 제25호선과 중복                                      |
| 밀양 나들목 (밀양IC 교차로)                                  | 밀양시                         | 55호선 중앙고속도로                                             |                                                     |                                                           |
| 금천 교차로                                                  | 밀양시                         | 산외로                                                          |                                                     |                                                           |
| 다죽 교차로                                                  | 밀양시                         | 산외로 산외남로                                                 |                                                     |                                                           |
| 금곡 교차로                                                  | 밀양시                         | 표충로                                                          |                                                     |                                                           |
| 보라 교차로                                                  | 밀양시                         | 희곡1길                                                         | 상행 진출만 가능                                    |                                                           |
| 박산 교차로                                                  | 밀양시                         | 희곡2길                                                         | 상행 진입 불가 하행 진출 불가                       |                                                           |
| 괴곡 교차로                                                  | 밀양시                         |                                                                 |                                                     |                                                           |
| 하촌 교차로                                                  | 밀양시                         | 산내용전길                                                      | 산내면                                              |                                                           |
| 용전 교차로                                                  | 밀양시                         | 산내로 산내용전길                                               | 산내면                                              |                                                           |
| 가인 교차로                                                  | 밀양시                         | 지방도 제1077호선 (산내로)                                      | 산내면                                              | 지방도 제1077호선과 중복                                  |
| 원서 교차로                                                  | 밀양시                         | 산내로                                                          | 산내면                                              | 지방도 제1077호선과 중복                                  |
| 얼음골 교차로                                                | 밀양시                         | 지방도 제1077호선 (도래재로)                                    | 산내면                                              | 지방도 제1077호선과 중복                                  |
| 얼음골대교                                                   | 밀양시                         |                                                                 | 산내면                                              |                                                           |
| 호박소터널                                                   | 밀양시                         |                                                                 | 산내면                                              | 연장 2,580m                                               |
| 구연교                                                       | 밀양시                         |                                                                 | 산내면                                              |                                                           |
| 가지산터널                                                   | 밀양시                         |                                                                 | 산내면                                              | 상행 연장 4,580m 하행 연장 4,534m                         |

- 공사구간 (완공 미정) : 적중삼거리 ~ 본초삼거리

### 울산광역시
| 이름                      | 접속 노선                                        | 소재지     | 소재지                        | 비고                              |
| ------------------------- | ------------------------------------------------ | ---------- | ----------------------------- | --------------------------------- |
| 가지산터널                |                                                  | 울산광역시 | 울주군 상북면                 | 상행 연장 4,580m 하행 연장 4,534m |
| 덕현 교차로               | 국가지원지방도 제69호선 (운문로)                 | 울산광역시 | 울주군 상북면                 |                                   |
| 궁근정 교차로             | 석남로                                           | 울산광역시 | 울주군 상북면                 | 상행 진입 불가 하행 진출 불가     |
| 장성 교차로               | 석남로                                           | 울산광역시 | 울주군 상북면                 | 상행 진출 불가 하행 진입 불가     |
| 양등 교차로               | 상북로 찬물내기길                                | 울산광역시 | 울주군 상북면                 |                                   |
| 도동 교차로               | 도동신리로 말랑몰길 비심길 송라골길              | 울산광역시 | 울주군 상북면                 |                                   |
| 지내 교차로               | 향산다개로                                       | 울산광역시 | 울주군 상북면                 |                                   |
| 직동 교차로               | 내곡능골길 신화길                                | 울산광역시 | 울주군 언양읍                 |                                   |
| 언양 교차로               | 국도 제35호선 (반구대로)                         | 울산광역시 | 울주군 언양읍                 |                                   |
| 어음하부램프              | 언양로                                           | 울산광역시 | 울주군 언양읍                 |                                   |
| 구수 교차로               | 울산역로                                         | 울산광역시 | 울주군 언양읍                 |                                   |
| 반송 교차로               | 대암둔기로                                       | 울산광역시 | 울주군 언양읍                 |                                   |
| 천소 교차로               | 미연1길 반천강변길                               | 울산광역시 | 울주군 언양읍                 |                                   |
| 천소교                    |                                                  | 울산광역시 | 울주군 언양읍                 |                                   |
| (이름 없음)               | 언양로                                           | 울산광역시 | 울주군 언양읍                 | 하행 진출만 가능                  |
| 무등교                    |                                                  | 울산광역시 | 울주군 언양읍                 |                                   |
|                           | 울주군 범서읍                                    | 울산광역시 |                               |                                   |
| 과기대하부램프            | 유니스트길                                       | 울산광역시 |                               |                                   |
| 사연교                    |                                                  | 울산광역시 |                               |                                   |
| 진목마을                  | 진목아랫길                                       | 울산광역시 |                               |                                   |
| 입암 교차로               | 송현길                                           | 울산광역시 | 상행 진입 불가 하행 진출 불가 |                                   |
| 입암하부램프              | 두동로                                           | 울산광역시 |                               |                                   |
| 천상하부램프              | 천상중앙길 송현길                                | 울산광역시 |                               |                                   |
| 구영교하부램프 (구영육교) | 대리로                                           | 울산광역시 |                               |                                   |
| 장검마을 (장검 나들목)    | 16호선 울산고속도로 장검길                       | 울산광역시 |                               |                                   |
| 굴화마을                  |                                                  | 울산광역시 |                               |                                   |
| 굴화삼거리                | 굴화1길                                          | 울산광역시 |                               |                                   |
| 강변그린빌앞              | 굴화3길                                          | 울산광역시 | 남구                          |                                   |
| 문수고앞 (문수고등학교)   | 굴화4길                                          | 울산광역시 | 남구                          |                                   |
| 삼호교남 교차로           | 국도 제7호선 국도 제14호선 (북부순환도로) 남산로 | 울산광역시 | 남구                          | 종점                              |

- 자동차 전용도로 구간
  - 울주군 가지산터널 ~ 천서 교차로 (울밀로)

## 도로명
전라남도
- 신안군 지도읍 점암항 ~ 무안군 해제면 수암 교차로 : 해제지도로
- 무안군 해제면 수암 교차로 ~ 현경면 목동 교차로 : 송마로
- 무안군 현경면 목동 교차로 ~ 현경 교차로 : 공항로
- 무안군 현경면 현경 교차로 ~ 장성군 장성읍 장성 교차로 : 함장로
- 장성군 장성읍 장성 교차로 ~ 가작 교차로 : 하서대로
- 장성군 장성읍 가작 교차로 ~ 진원면 양유교 : 노사로
- 담양군 대전면 양유교 ~ 원촌사거리 : 추성1로
- 담양군 대전면 원촌사거리 ~ 월본사거리 : 병풍로
- 담양군 대전면 월본사거리 ~ 담양군 담양읍 양각사거리 : 추성로
- 담양군 담양읍 양각사거리 ~ 백동사거리 : 죽향문화로
- 담양군 담양읍 백동사거리 ~ 금성면 덕성리 : 죽향대로

전북특별자치도
- 순창군 금과면 방축리 ~ 송정 교차로 : 죽향대로
- 순창군 금과면 송정 교차로 ~ 적성면 괴정삼거리 : 담순로
- 순창군 적성면 괴정삼거리 ~ 남원시 대산면 정송교 : 비홍로
- 남원시 대산면 정송교 ~ 왕정동 시장사거리 : 남문로
- 남원시 왕정동 시장사거리 ~ 서문사거리 : 의총로
- 남원시 왕정동 서문사거리 ~ 향교동 누른대삼거리 : 충정로
- 남원시 향교동 누른대삼거리 ~ 요천삼거리 : 요천로
- 남원시 향교동 요천삼거리 ~ 인월면 팔령 : 황산로

경상남도
- 함양군 함양읍 팔령 ~ 난평삼거리 : 함양로
- 함양군 함양읍 난평삼거리 ~ 교산리 : 한들로
- 함양군 함양읍 교산리 ~ 안의면 안의 교차로 : 함양로
- 함양군 안의면 안의 교차로 ~ 거창군 거창읍 대평리만남의광장 : 거함대로
- 거창군 거창읍 대평리만남의광장 ~ 대평리 : 거함대로5길
- 거창군 거창읍 대평리 ~ 거창소방서 : 창동로
- 거창군 거창읍 거창소방서 ~ 남하교 : 거함대로
- 거창군 남하면 남하교 ~ 합천군 묘산면 묘산 교차로 : 영서로
- 합천군 묘산면 묘산 교차로 ~ 합천읍 금양삼거리 : 마령로
- 합천군 합천읍 금양삼거리 ~ 금양 교차로 : 대야로
- 합천군 합천읍 금양 교차로 ~ 교동 교차로 : 합천대로
- 합천군 합천읍 교동 교차로 ~ 율곡면 임북 교차로 : 금양 ~ 대양간 도로
- 합천군 율곡면 임북 교차로 ~ 청덕면 적포삼거리 : 동부로
- 합천군 청덕면 적포삼거리 ~ 적포교 : 의합대로
- 창녕군 이방면 적포교 ~ 창녕읍 오리정사거리 : 우포1대로
- 창녕군 창녕읍 오리정사거리 ~ 송현사거리 : 명덕로
- 창녕군 창녕읍 송현사거리 ~ 밀양시 내이동 신촌오거리 : 창밀로
- 밀양시 내이동 신촌오거리 ~ 산내면 얼음골 교차로 : 밀양대로
- 밀양시 산내면 얼음골 교차로 ~ 가지산터널 : 울밀로

울산광역시
- 울주군 상북면 가지산터널 ~ 남구 삼호교남 교차로 : 울밀로

## 자동차 전용도로 구간
아래 구간은 국토교통부에서 지정한 자동차 전용도로 구간이므로 보행자, 자전거 등은 통행할 수 없다. 이륜자동차 (모터사이클 혹은 오토바이)는 긴급자동차 (싸이카 및 소방용 모터사이클 등)에 한해 통행이 가능하며, 그 밖의 이륜자동차와 경운기, 우마차, 트랙터, 손수레는 통행할 수 없다.
| 도로명     | 시점                                             | 종점                                             | 총연장 (km) | 차로수 | 지정일          |
| ---------- | ------------------------------------------------ | ------------------------------------------------ | ----------- | ------ | --------------- |
| 밀양대로   | 경상남도 밀양시 산내면 남명리(얼음골 교차로)     | 경상남도 밀양시 산내면 삼양리(구연교)            | 4.0         | 4      | 2011년 9월 27일 |
| 가지산터널 | 경상남도 밀양시 산내면 삼양리(구연교)            | 울산광역시 울주군 상북면 궁근정리(궁근정 교차로) | 8.663       | 4      | 2008년 2월 19일 |
| 울밀로     | 울산광역시 울주군 상북면 궁근정리(궁근정 교차로) | 울산광역시 울주군 언양읍 반천리(천소 교차로)     | 13.3        | 4      | 2000년 2월 24일 |

## 기타

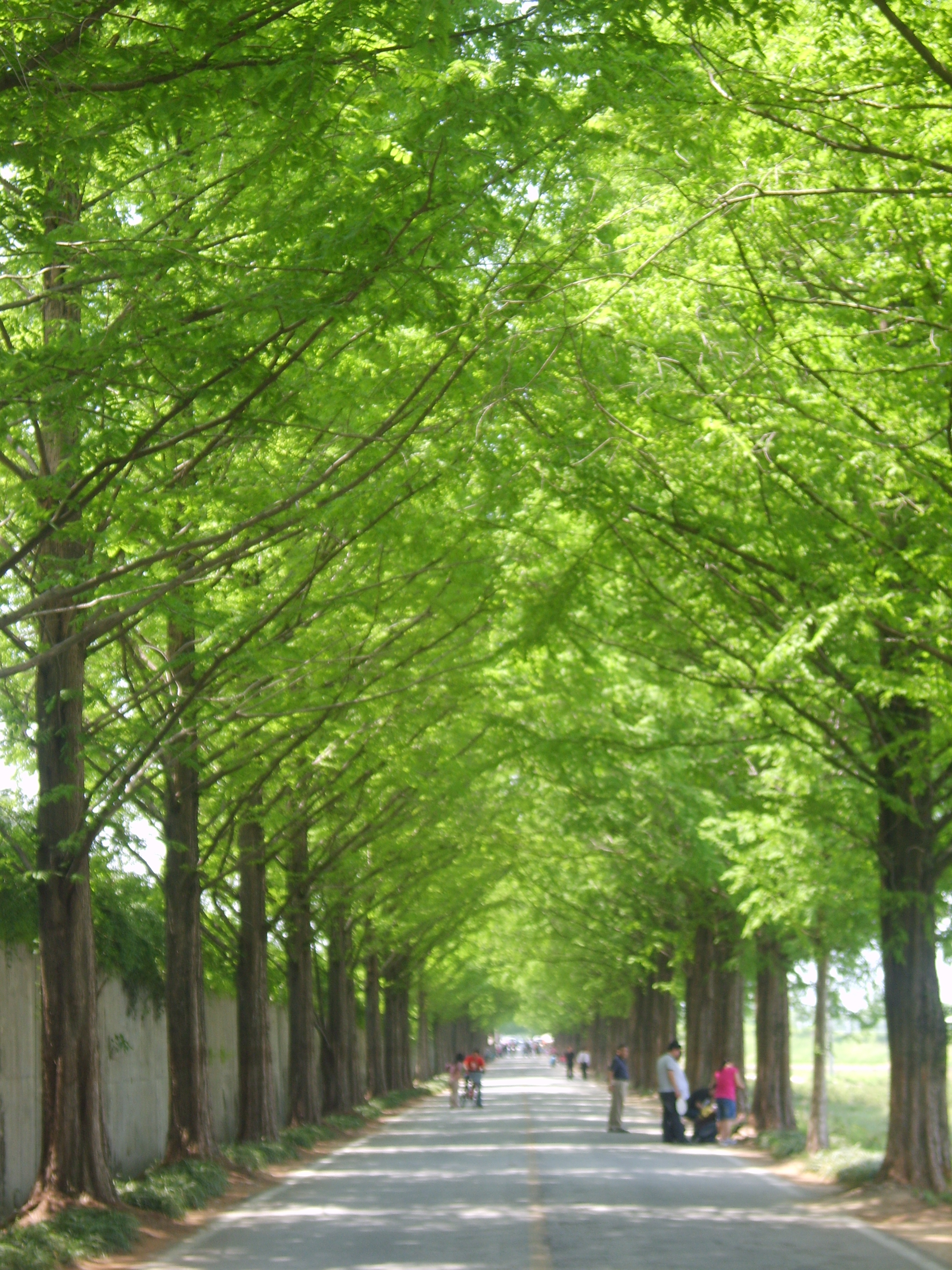
담양메타세쿼이아길

- 담양군 담양읍 석당간 교차로에서 금월 교차로까지 구 국도 구간은 '담양메타세쿼이아길'로 불린다. 이 구간에 메타세콰이아나무가 가로수로 심어져 이국적인 풍경을 보여주기 때문에 많은 관광객들이 찾고 있다. 현재 국도 지정 구간은 본래 메타세쿼이아길에서 이설된 것이다. 이 구간 말고도 담양읍에서 순창군 금과면까지 전체 구간(담순로 구간)에는 메타세쿼이아 나무를 심어 새로운 메타세쿼이아길이 조성되어 있다.
- 가지산터널은 대한민국의 국도 터널 중 최장길이의 터널이다.